# Haarspitzen-Kurzbüchsenmoos
Das Haarspitzen-Kurzbüchsenmoos, teils auch Kies-Kurzbüchsenmoos genannt, (Brachythecium glareosum) ist eine Laubmoos-Art aus der Familie Brachytheciaceae.

## Beschreibung
Die kräftigen, bis über zehn Zentimeter großen, niederliegenden, unregelmäßig fiedrig verzweigten Pflanzen bilden bleichgrüne oder gelbgrüne bis (an schattigen Standorten) grüne, weiche, lockere und leicht zerfallende Rasen. Die kriechenden Stämmchen sind mehr oder weniger mit Rhizoiden besetzt. Die locker anliegenden bis abstehenden Stämmchenblätter sind drei bis vier Millimeter lang, stark längsfaltig, dreieckig-lanzettlich und rasch in eine lange, fadenförmige, häufig verdrehte, oft beinahe die halbe Blattlänge einnehmende Spitze auslaufend. Das Ende der Blattspitze ist einzellreihig. Die Blattränder sind flach oder teils schmal umgerollt, ganzrandig bis an der Spitze fein gesägt. Die Blattrippe reicht bis zur Blattmitte. Astblätter sind etwas kleiner, bis drei Millimeter lang, kürzer zugespitzt und an der Spitze ebenfalls nur fein, nicht grob gesägt. Die Blattzellen in der Blattmitte und Blattspitze sind linealisch, bis 130 Mikrometer lang und dünnwandig, am Blattgrund rechteckig, dickwandiger und getüpfelt, in den Blattflügeln unregelmäßig kurz-rechteckig oder quadratisch.
Die Geschlechterverteilung ist diözisch. Die Art fruchtet selten. Die Seta ist glatt und 1,5 bis 3 Zentimeter lang, die eiförmige bis elliptische und hochrückige Kapsel ist geneigt, der Deckel kegelig. Sporen sind fein papillös und 14 bis 20 Mikrometer groß.

## Standortansprüche
Das Moos wächst an kalk- und basenreichen, meist humosen, trockenen, sonnigen bis halbschattigen Standorten, besonders in Magerwiesen und steinigen Rasen, auf Felsen und Mauern, an Wegrändern, in lichten Wäldern oder Gebüschen.

## Verbreitung
Das Verbreitungsgebiet ist die Nordhalbkugel: Europa, Teile von Asien, Nordamerika und Nordafrika. In Europa reicht es im Norden bis in die arktischen Gebiete von Fennoskandinavien. In Mitteleuropa ist die Art besonders in den Kalkgebieten in montanen bis subalpinen Höhenlagen verbreitet, steigt aber auch bis in Höhen von etwa 2800 Metern. Im Flachland ist sie selten.